# Iclod (Cluj)
Iclod (veraltet Iclodul Mare; ungarisch Nagyiklód oder Iklód) ist eine Gemeinde im Kreis Cluj, in der Region Siebenbürgen in Rumänien.

## Geographische Lage

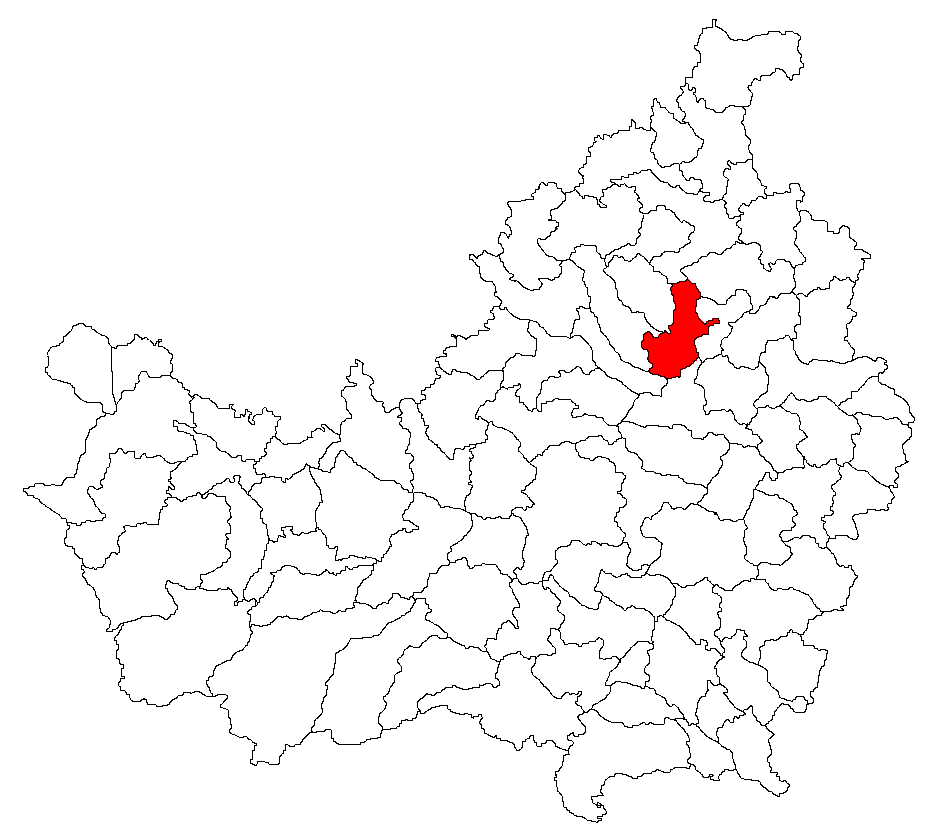
Lage der Gemeinde Iclod im Kreis Cluj

Die Gemeinde Iclod liegt im Somesch-Hochland (Podișul Someșelor) im Norden des Siebenbürgischen Beckens auf einer Gesamtfläche von etwa 6800 Hektar. Die vier Dörfer befinden sich zwei bis neun Kilometer vom Gemeindezentrum entfernt. An der Mündung des Baches Pârâul Mărului in den Gădălin – ein rechter Zufluss des Someșul Mic (Kleiner Somesch) – liegt der Ort Iclod an der Nationalstraße 1C und der Bahnstrecke Apahida–Dej acht Kilometer südwestlich von der Stadt Gherla (Neuschloss) und etwa 35 Kilometer nordöstlich von der Kreishauptstadt Cluj-Napoca (Klausenburg) entfernt.

## Geschichte
Der Ort Iclod wurde erstmals 1320 urkundlich erwähnt. Im 18. und 19. Jahrhundert lebten hier außer rumänischen Bauern und ungarischen Kleinadligen auch viele Juden. Auf eine Besiedlung der Region in der Jungsteinzeit deuten archäologische Funde im eingemeindeten Dorf Fundătura (ungarisch Szamosjenő) auf dem Areal von den Einheimischen Poderei und bei Tabla Popii genannt, als auch in Livada (ungarisch Dengeleg). Auch Reste einer römischen Befestigung und eine Römerstraße sind auf dem Areal des eingemeindeten Dorfes Iclozel (ungarisch Kisiklód) wie auch in Livada vermerkt.
Im Königreich Ungarn gehörte die heutige Gemeinde dem Stuhlbezirk Szamosújvár in der Gespanschaft Szolnok-Doboka, anschließend dem historischen Kreis Someș und ab 1950 dem heutigen Kreis Cluj an.

## Bevölkerung
Die Bevölkerung der Gemeinde entwickelte sich wie folgt:
| 1850 | 3.026 | 2.503 | 302 | - | 221           |
| 1920 | 4.062 | 3.551 | 351 | 3 | 157           |
| 1977 | 5.799 | 5.615 | 182 | 1 | 1             |
| 2002 | 4.420 | 4.204 | 113 | 1 | 102           |
| 2011 | 4.263 | 3.874 | 97  | 2 | 290           |
| 2021 | 3.825 | 3.269 | 2   | - | 554 (68 Roma) |

Seit 1850 wurde auf dem Gebiet der heutigen Gemeinde die höchste Einwohnerzahl und auch die der Rumänen 1977 ermittelt. Die höchste Bevölkerungszahl der Magyaren (973) wurde 1941, der Roma (100) 2002 und die der Rumäniendeutschen (154) 1890 registriert.

## Sehenswürdigkeiten
- Die griechisch-katholische Kirche Înălțarea Domnului, 1791 errichtet,[9] steht unter Denkmalschutz.[5]
- Im eingemeindeten Dorf Orman (ungarisch Ormány) die orthodoxe Kirche, 1866 errichtet, wurde 1963 renoviert.[10]
- Die Ruinen der reformierten Kirche im 13. und dem Glockenturm im 18. Jahrhundert in Orman errichtet, sind notdürftig abgedeckt[11] und stehen unter Denkmalschutz.[5]

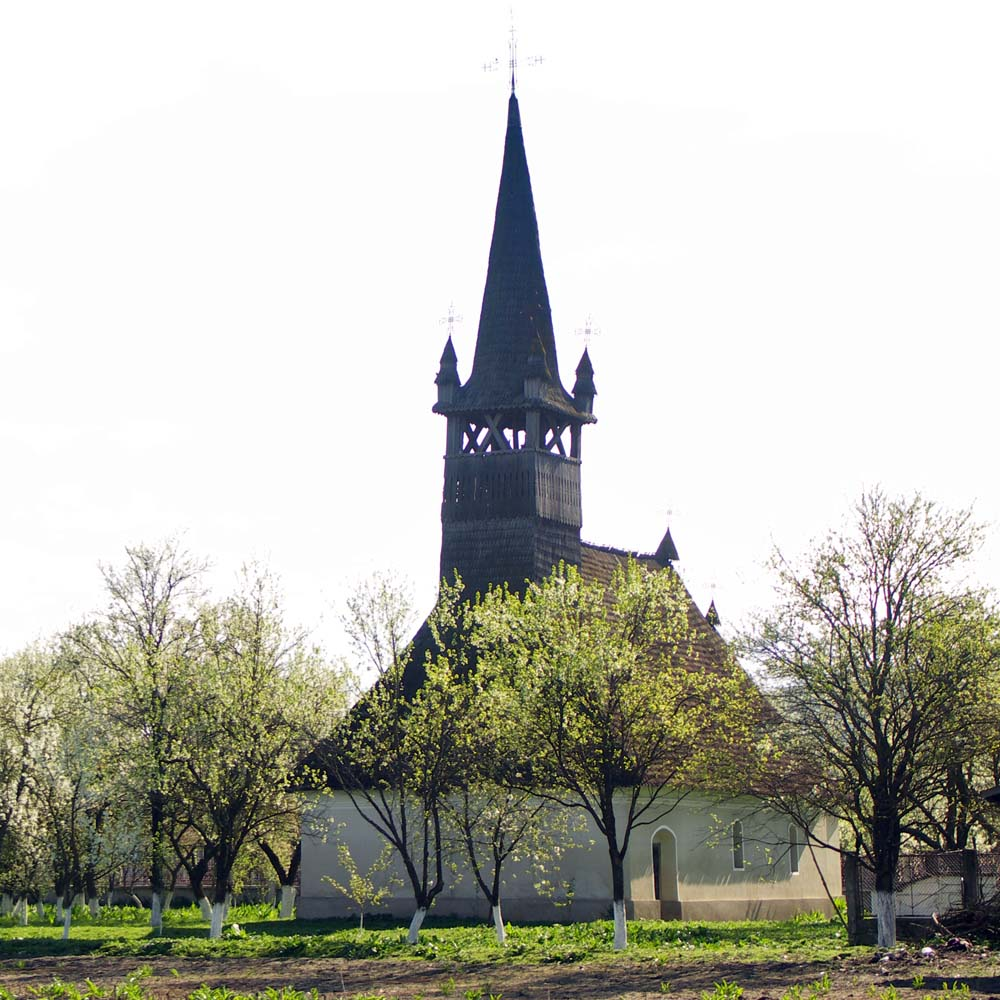
Kirche in Iclod
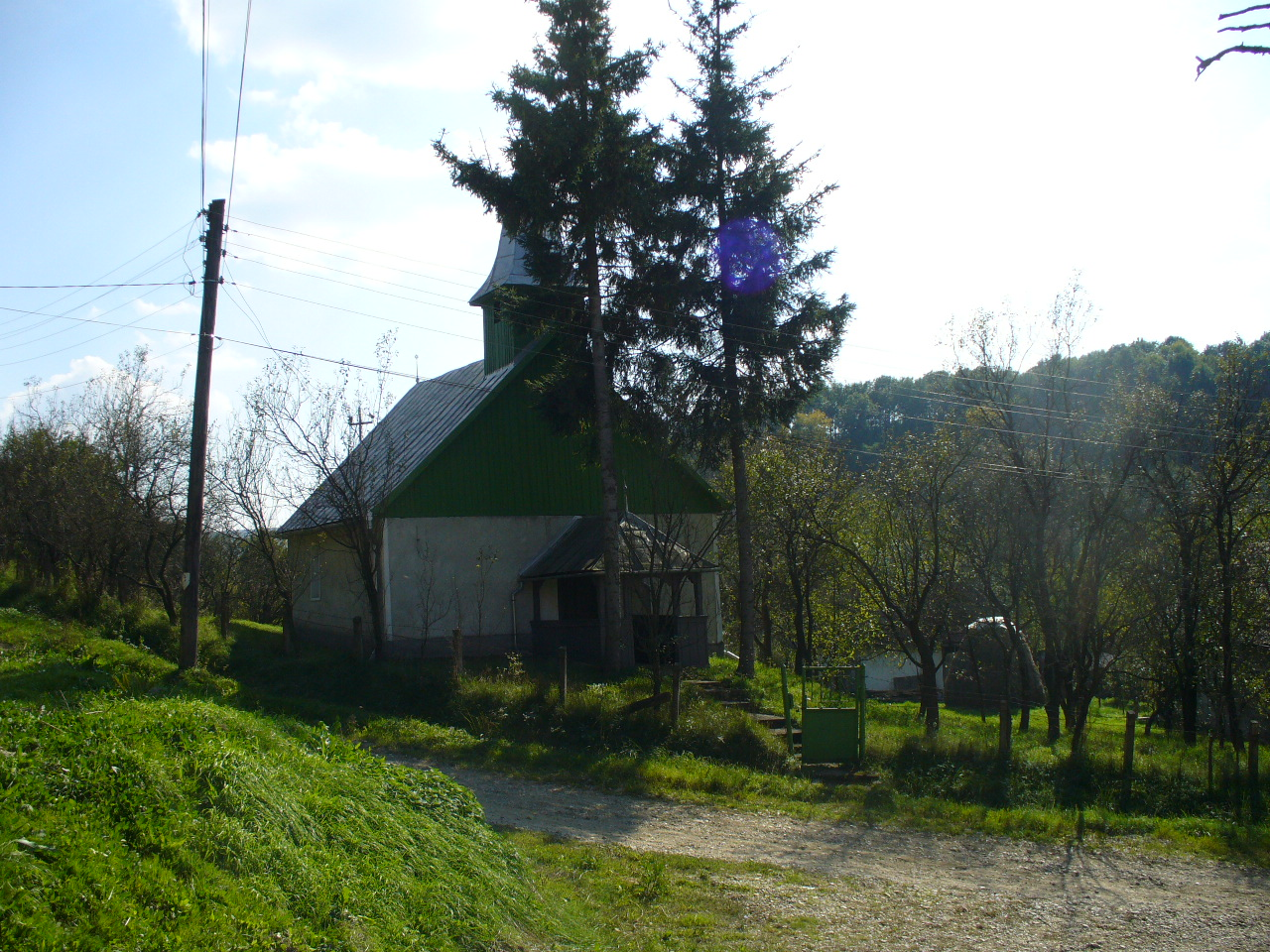
Kirche in Iclozel
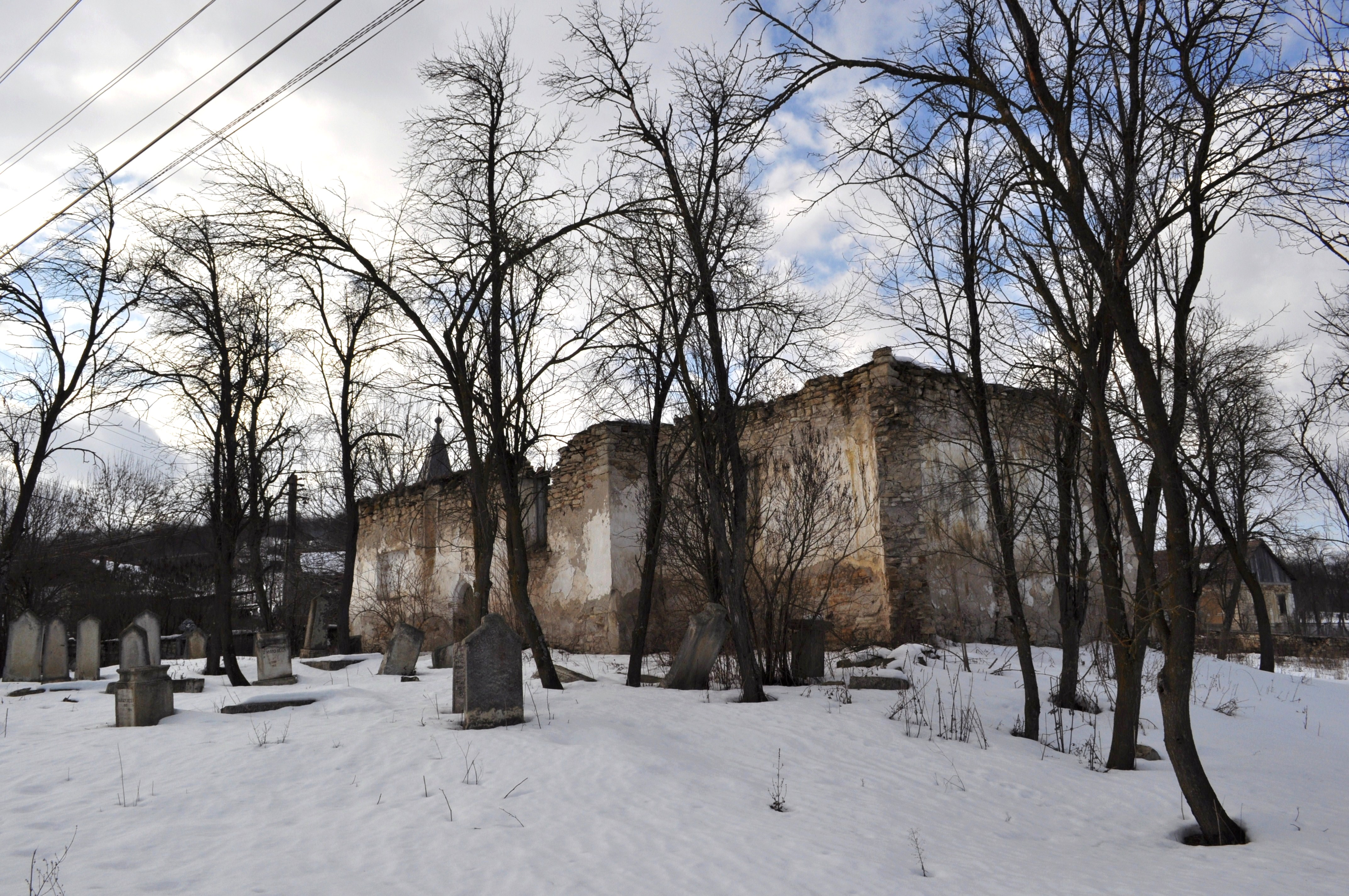
Ruine der reformierten Kirche in Orman
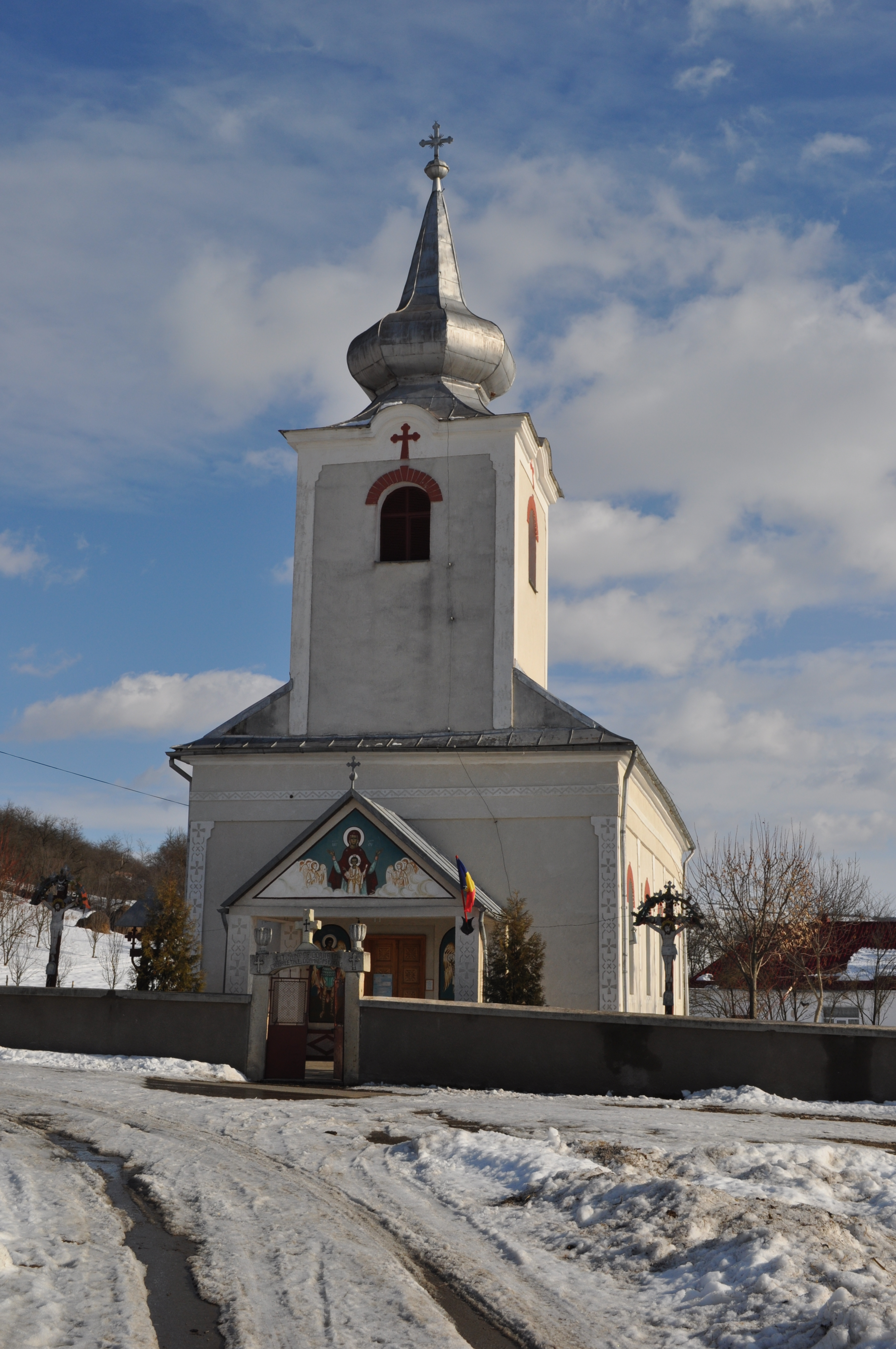
Orthodoxe Kirche in Orman

## Persönlichkeiten
- Kálmán Esterházy (1830–1916), ungarischer Politiker, Obergespan und Feldwebel